# Riachuelo FC (Sergipe)
Riachuelo FC is een Braziliaanse voetbalclub uit Riachuelo in de staat Sergipe.

## Geschiedenis
De club werd in 1933 opgericht. In 1941 werden ze kampioen van het Campeonato Sergipano. De club verdween lange tijd uit de hoogste klasse, maar kon in 2002 een wederoptreden maken en speelde tot 2006 opnieuw in de hoogste klasse. Na een vicetitel in 2009 promoveerde de club opnieuw maar kon in 2010 het behoud niet verzekeren.

## Erelijst
Campeonato Sergipano
1941